# Longitarsus fallax
Longitarsus fallax is een keversoort uit de familie bladkevers (Chrysomelidae). De wetenschappelijke naam van de soort werd in 1888 gepubliceerd door Julius Weise.